# KS Jastrzębski Węgiel
KS Jastrzębski Węgiel (fullt utskrivet: Klub Sportowy Jastrzębski Węgiel) är en idrottsförening från Jastrzębie-Zdrój, Polen, främst känd för sin herrvolleybollsektionen. Föreningen grundades 1961. Klubben har under åren haft flera olika namn. Det nuvarande är från 2004, då klubben togs över av kolbolaget Jastrzębska Spółka Węglowa. Volleybollaget debuterade i högsta serien 1989 och har tillhört den kontinuerligt sedan 1997. De har blivit polska mästare tre gånger (2003/04, 2020/21 och 2022/23) och vunnit polska cupen en gång (2010). Internationellt har de ett silver i CEV Champions League 2022/2023 som främsta merit.